# 聖巴爾托洛 (托托尼卡潘省)
聖巴爾托洛（西班牙語：San Bartolo），是危地馬拉的城鎮，位於該國中西部，由托托尼卡潘省負責管轄，面積27平方公里，海拔高度2,151米，2002年人口8,684，人口密度每平方公里321.63人。
15°5′N 91°27′W / 15.083°N 91.450°W